# (1504) Lappeenranta
(1504) Lappeenranta ist ein Asteroid des Hauptgürtels, der am 23. März 1939 von der finnischen Astronomin Liisi Oterma in Turku entdeckt wurde.
Der Name des Asteroiden ist von der finnischen Ortschaft Lappeenranta abgeleitet.